# Uropeltis woodmasoni
Uropeltis woodmasoni är en ormart som beskrevs av Theobald 1876. Uropeltis woodmasoni ingår i släktet Uropeltis och familjen sköldsvansormar. IUCN kategoriserar arten globalt som livskraftig. Inga underarter finns listade i Catalogue of Life.
Arten förekommer i bergstrakter i de indiska delstaterna Kerala och Tamil Nadu. Den vistas i regioner som ligger 1800 till 2000 meter över havet. Uropeltis woodmasoni gräver i marken och lever i bergsskogar samt i trädgårdar.